# Multidentia kingupirensis
Multidentia kingupirensis là một loài thực vật có hoa trong họ Thiến thảo. Loài này được Bridson mô tả khoa học đầu tiên năm 1987.